# Naaktoogkwartelduif
De naaktoogkwartelduif (Geophaps smithii) is een vogelsoort uit de familie van de duiven. De vogel werd in 1830  door William Jardine en Prideaux John Selby geldig beschreven en vernoemd naar James Edward Smith, de in 1828 overleden eerste voorzitter van de Linnean Society of London. Deze duif is een kwetsbare, endemische vogelsoort uit Australië die voorkomt binnen een beperkt gebied in het noorden van het land.

## Kenmerken
De naaktoogkwartelduif wordt 25 tot 28 cm lang. Het is een enigszins gedrongen duif die overwegend dofbruin gekleurd is. Opvallend aan deze duif is de betrekkelijk grote, donkere snavel en de roodgekleurde, naakte huid rond het oog, met daaromheen een witte rand.

## Verspreiding en leefgebied
Het leefgebied bestaat uit droog rotsachtig terrein begroeid met gras in de buurt van water. De naaktoogkwartelduif is gebonden aan een mozaïekvormig landschap dat ontstaat bij het kleinschalig, plaatselijk platbranden van droge graslanden zoals de Aborigines dat traditioneel deden.

## Status
Door klimaatverandering en een ander beheer treden geen kleinschalige branden meer op, maar wel andere branden, over grote oppervlakten. Hierdoor verdwijnt geleidelijk het typische landschap waarin deze duif broedt. De populatie werd in 2021 geschat op 116.500 volwassen individuen. De naaktoogkwartelduif heeft een klein verspreidingsgebied en verder is bekend dat de populatie-aantallen afnemen. Deze duif staat als niet bedreigd op de Rode Lijst van de IUCN.